# بگوگو
بگوگو (به لاتین: Begogo) یک منطقهٔ مسکونی در ماداگاسکار است که در جیمز واقع شده‌است. بگوگو ۱۱٬۱۴۶ نفر جمعیت دارد و ۷۱۸ متر بالاتر از سطح دریا واقع شده‌است.